# Franja capilar

Secção esquemática de uma encosta mostrando a zona vadosa, a frinja capilar, o lençol freático e a zona de saturação.

A franja capilar é a camada de material poroso que contém poros preenchidos por água subterrânea que ascende a partir do lençol freático por capilaridade.

## Descrição
Os poros na base da franja capilar são preenchidos com água devido à tensão de saturação resultante do contacto com a superfície do lençol freático, formando uma camada saturada situada imediatamente acima do nível freático. Esta porção saturada da franja capilar é sempre inferior à franja afectada pela ascensão capilar, dado que a presença de poros de diferente secção determina que a ascensão da água se faça até alturas diferentes, sendo esta altura de subida inversamente proporcional à secção do poro. Em consequência, após uma zona estreita de completa saturação, em que todos os poros estão preenchidos, há uma gradual redução da taxa de saturação com a altura, já que a subida da água depende da secção de cada poro. A uma mesma altura acima do nível freático coexistirão poros preenchidos por água com poros preenchidos por ar, sendo progressimente menor a fracção dos poros com água até se atingir um ponto em que o efeito de capilaridade deixa de ser capaz de elever a água.
Se o tamanho do poro é pequeno e relativamente uniforme, é possível que a camada de material poroso completamente saturado com água tenha vários metros acima do lençol freático. Alternativamente, a porção saturada estende-se apenas alguns centímetros acima do lençol freático quando o tamanho dos poros é grande. A ação capilar suporta uma zona vadosa acima da base saturada em que o teor de água diminui com a distância acima do lençol freático. Em materiais porosos com uma vasta gama de secção de poros, a zona parcialmente saturada pode ser várias vezes mais espessa do que a zona saturada.
Alguns autores restringem a definição de franja capilar à região saturada, excluindo do conceito  região parcialmente saturada, a qual é incluída na zona vadosa. Este entendimento restrito de franja capilar é mais comum no campo do estudo do transporte de solutos e do fluxo de água. Outros definem a franja capilar como incluindo tanto as porções de saturadas e insaturadas, sendo esta definição preferida no campo da descontaminação de solos afectados por sais, na determinação da fase de vapor em processos que ocorram em solos e em actividades de biorremediação. Não é incomum a franja capilar ser tratada como uma condição de fronteira entre o nível freático e a zona não saturada, sem a definir como parte significativa de qualquer um dos meios. Neste último entendimento, também pode ser considerada como o espaço entre a camada superficial e o aquífero, assumindo também aí uma condição de fronteira.